# Lisa Vidal
Lisa Vidal (Queens, 13 giugno 1965) è un'attrice statunitense nota per i telefilm Third Watch, The Division, E.R. - Medici in prima linea, e The Event.
Nel 2013, ha iniziato a recitare nella serie drammatica della BET Being Mary Jane.

## Vita privata
Vidal è sposata con l’agente immobiliare Jay Cohen dal 1990 e i due hanno due figli, Scott (1992) e Max (1998), e una figlia Olivia (2003). La famiglia vive a Los Angeles, California.

## Filmografia

### Cinema
- Servizio a... domicilio (Delivery Boys), regia di Ken Handler (1985)
- Nightmare Beach - La spiaggia del terrore, regia di Umberto Lenzi (1988)
- La notte e la città (Night and the City), regia di Irwin Winkler (1992)
- Così mi piace (I Like It Like That), regia di Darnell Martin (1994)
- La dea dell'amore (Mighty Aphrodite), regia di Woody Allen (1995)
- Destination Unknown, regia di Nestor Miranda (1997)
- Felicità rubata (Fall), regia di Eric Schaeffer (1997)
- Il meraviglioso abito color gelato alla panna (The Wonderland Ice Cream Suit), regia di Stuart Gordon (1998)
- F117 - Eroi del cielo (Active Stealth), regia di Fred Olen Ray (1999)
- The Blue Diner, regia di Jan Egleson (2001)
- Chasing Papi, regia di Linda Mendoza (2003)
- Dark Mirror, regia di Pablo Proenza (2007)
- Signal Lost, regia di Steve Richard Harris (2009)
- Star Trek, regia di J. J. Abrams (2009)
- Baby (cortometraggio), regia di Daniel Mulloy (2010)
- A Day Without Rain (cortometraggio), regia di Erwin Raphael McManus (2011)
- La vendetta di Viktor (Viktor), regia di Philippe Martinez (2014)
- Art Squad - Gli artisti del furto (Righteous Thieves), regia di Anthony Nardolillo (2023)

### Televisione
- Oye Willie - serie TV, 1 episodio (1980)
- Christmas Eve, regia di Stuart Cooper - film TV (1986)
- I Robinson (The Cosby Show) - serie TV, 1 episodio (1987)
- ABC Afterschool Specials - serie TV, 2 episodi (1987-1991)
- Miami Vice - serie TV, 1 episodio (1988)
- Law & Order - I due volti della giustizia (Law & Order) - serie TV, 1 episodio (1992)
- New York Undercover - serie TV, 6 episodi (1994-1995)
- Il commissario Scali (The Commish) - serie TV, 2 episodi (1995)
- High Incident - serie TV, 22 episodi (1996-1997)
- Il terzo gemello, regia di Tom MacLoughlin (1997)
- Il colpo della metropolitana (The Taking of Pelham One Two Three), regia di Félix Enrìquez Alcalà - film TV (1998)
- The Brian Benben Show - serie TV, 8 episodi (1998)
- Violenza metropolitana, regia di Jeff Freilich - film TV (1998)
- Naked City: A Killer Christmas, regia di Peter Bogdanovich - film TV (1998)
- Hit and Run, regia di Dan Lerner - film TV (1999)
- Wasterland - serie TV, 2 episodi (1999)
- Squadra emergenza (Third Watch) - serie TV, 19 episodi (1999-2001)
- The Division - serie TV, 19 episodi (2001-2004)
- E.R. - Medici in prima linea (ER) - serie TV, 12 episodi (2001-2004)
- Naughty or Nice, regia di Eric Laneuville - film TV (2004)
- Odd Girl Out, regia di Tom MacLoughlin - film TV (2005)
- Boston Legal - serie TV, 2 episodi (2006)
- Criminal Minds - serie TV, 1 episodio (2006)
- Smith - serie TV, 4 episodi (2006-2007)
- Numb3rs - serie TV, 1 episodio (2007)
- Senza traccia (Without a Trace) - serie TV, 1 episodio (2009)
- CSI: Miami - serie TV, 1 episodio (2009)
- Southland - serie TV, 3 episodi (2009-2010)
- The Event - serie TV, 14 episodi (2010-2011)
- American Horror Story - serie TV, 1 episodio (2011)
- Grimm - serie TV, 2 episodi (2012-2013)
- Being Mary Jane - serie TV, 52 episodi (2013-2019)
- Shameless - serie TV, 1 episodio (2014)
- Rosewood - serie TV, 8 episodi (2015-2016)
- Chicago PD - serie TV, 1 episodio (2019)

## Doppiatrici italiane
Nelle versioni in italiano delle opere in cui ha recitato, Lisa Vidal è stata doppiata da:
- Anna Cesareni[1] in E.R. - Medici in prima linea, Un serial killer a New York e Violenza metropolitana
- Pinella Dragani[2] in Squadra emergenza, The Event
- Barbara De Bortoli ne Il terzo gemello
- Paola Del Bosco[3] in The Division
- Cristina Boraschi in Criminal Minds
- Francesca Fiorentini in Senza traccia
- Eleonora De Angelis in Grey's Anatomy
- Sonia Mazza in Art Squad - Gli artisti del furto